# Nunatak Oceana
O Nunatak Oceana (65° 08′ S, 59° 48′ O) é um dos Nunataks Foca, situado na esquina noroeste da Ilha Robertson, fora da costa leste da Península Antártica. Descoberto por uma expedição baleeira norueguesa sob o comando de C.A. Larsen em dezembro de 1893, que o batizou com o nome de Oceana Co. de Hamburgo, um patrocinador da expedição.
 Este artigo incorpora material em domínio público  de United States Geological Survey   , documento "Nunatak Oceana" (conteúdo do Geographic Names Information System).